# Antiaritmici klase II
Antiaritmici klase II grupa su lekova za lečenjem aritmija u zavisnosti od simptoma i ozbiljnosti aritmije. Iako je lečenje aritmija usmereno na njen uzrok, u terapiji je potrebna primena i antiaritmikih lekova iz ove grupe. Ovi lekovi  imaju antihipertenzivni učinak i stoga ih treba primjenjivati s oprezom kod bolesnika s hipotenzijom.

## Mehanizam dejstva
Lekovi klase II uključuju antagoniste beta adrenergičkih-receptora, koji lokirajući beta-1-adrenergičke receptore u srcu vrše blokiranje uticaja simpatikusa na srce i usporavaju srčanu frekvenciju, produžavaju PR–intervala, a u  AV–čvoru usporavaju brze depolarizacije.

## Indikacije
Antiaritmička svojstva koja ima većina beta-blokatora, koriste se za lečenje:
- ventrikularnih tahikardija,
- prevenciju hronične fibrilacije predkomora
- prevenciju paroksizmalne fibrilacije pretkomora.

Oni utiču uglavnom na tkiva s sporim kanalima (SA i AV čvor), u kojima smanjuju stopu automatizma, usporavaju sprovođenje, i produžuju refrakternost. Njihovim dejstvom usporava se  srčana frekvencije, produžava PR–intervala, a u  AV–čvoru dolazi do usporavanja brze brze depolarizacije.
Beta-blokatori se u načelu dobro podnose, nuspojave uključuju umor, poremećaje spavanja i gastrointestinalne tegobe. Ovi lekovi su kontraindikovani kod bolesnika s bronhijalnom astmom.

### Vrste
Glavni predstavnik je propranolol,  prvi uspešno razvijeni beta blokator, koji je dostupan u generičkoj formi kao propranolol hidrohlorid. U mnogim zemqama registrovan je pod raznim imenima kao: Inderal, Inderal LA, Avlokardil, Deralin, Dokiton, Inderalici, InnoPran XL, Sumial, Anaprilinum, Bedranol SR.

## Mere opreza
Korištenje antiaritmika nije bezopasno, a da bi se sigurno davali, potrebno je dobro poznavanje pojedinosti o terapijskim i nuspojavama ove grupe antiaritmika.

## Spoljašnje veze
|  | Molimo Vas, obratite pažnju na važno upozorenje u vezi sa temama iz oblasti medicine (zdravlja). |